# BG Geminorum

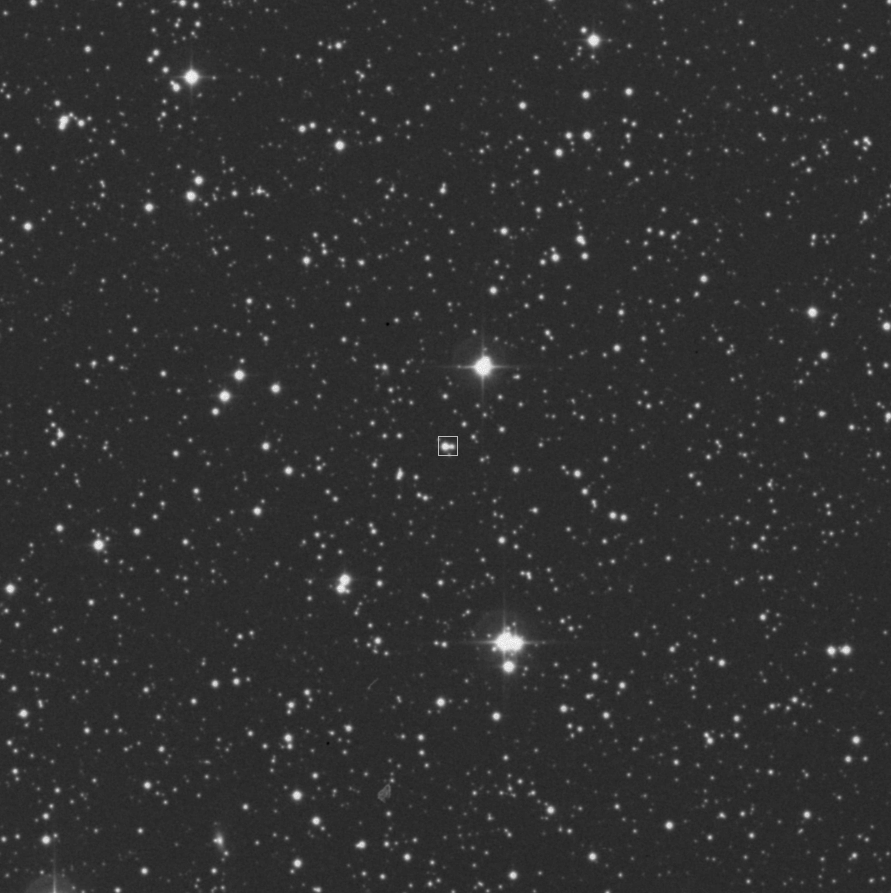
BG Geminorum é o sistema binário no centro da imagem, e envolvido por um quadrado.

BG Geminorum é uma estrela binária, composta por uma estrela K0 I em órbita de uma estrela tipo B ou buraco negro, com uma massa ao menos 3,5 vezes maior do que o do Sol. Foi descoberto em 1933 por Hoffmeister. Possui uma magnitude aparente de +0,5, e um período orbital de 91,645 dias.